# Euryglossina haemodonta
Euryglossina haemodonta là một loài Hymenoptera trong họ Colletidae. Loài này được Exley mô tả khoa học năm 1969.